# هيكارو منابي
هيكارو منابي (باليابانية: 眞鍋 旭輝) (مواليد 17 أكتوبر 1997) هو لاعب كرة قدم ياباني.

## وصلات خارجية
- هيكارو منابي على موقع رابطة كرة القدم اليابانية للمحترفين (اليابانية)
- هيكارو منابي على موقع قاعدة بيانات كرة القدم.إي يو (الإنجليزية)
- هيكارو منابي على موقع Soccerway.com (الإنجليزية)
- هيكارو منابي على موقع عالم كرة القدم.نت (الإنجليزية)